# هايدن كينيدي
هايدن كينيدي (بالإنجليزية: Hayden Kennedy)‏ هو متسلق صخور ‏ أمريكي، ولد في 1990، وتوفي في 7 أكتوبر 2017.